# Letiště Stockholm-Arlanda
Letiště Stockholm-Arlanda (ve švédštině: Stockholm-Arlanda flygplats, IATA: ARN, ICAO: ESSA) je mezinárodní letiště ležící v obci Sigtuna poblíž města Märsta v kraji Stockholm, zhruba 42 kilometrů na sever od Stockholmu a téměř 40 kilometrů po silnici na jihovýchod od Uppsaly. Vlakem je to z Uppsaly výrazně kratší. Vzdálenost cesty nebo železnice ze Stockholmu je přibližně stejná.
Je největším letištěm ve Švédsku, v roce 2018 bylo třetím největším letištěm v severských státech. V roce 2018 zde bylo odbaveno 26,8 milionu pasažérů.

## Historie
Letiště bylo poprvé použito v roce 1959, ale jen pro cvičné lety. V 1960, začalo sloužit běžné dopravě. Oficiální ceremoniál, kterým bylo letiště otevřeno, byl až v roce 1962. Bylo užíváno pro mezikontinentální lety už v roce 1960, protože ranvej na původním letišti Stockholm-Bromma byla příliš krátká. Jméno Arlanda bylo zvoleno soutěží, která otevření letiště předcházela. Název je odvozen od Arland, starého jména pro farnost Ärlinghundra (nyní Husby-Ärlinghundra v Märsta) – místo, kde bylo letiště umístěno. Písmeno a bylo přidáno v analogii s jinými švédskými názvy končícími na -landa a také tvoří slovní hříčku ve švédštině, kde sloveso landa znamená přistát. Původní terminál je nynější terminál číslo pět.
V roce 1983 se přesunuly vnitrostátní lety z letiště v Bromma do Arlandy.

## Nákres letiště
Letiště má čtyři terminály. Terminály 2 a 5 se užívají pro mezinárodní lety. Pro domácí lety slouží terminály 3 a 4. Nová hlavní budova, Arlanda Sever, otevřená v roce 2003, spojuje terminál 5 s nově postaveným Molem F. Všechny mezinárodní lety dobavované SAS a jejími partnery ze Star Alliance užívají novou budovu. Byla plánována také budova Arlanda Jih, ta by měla spojovat terminály 2, 3 a 4. Stavba je prozatím odložena pro nedostatek finančních prostředků. Mezi terminály 4 a 5 je obchodní centrum Sky City, které má navíc nádraží pro hlavní železniční trať, rychlovlak Arlanda Express spojuje obě nádraží na letišti s centrem Stockholmu.
- 4 terminály pro pasažéry
- 64 bran
- 5 cargo terminálů
- 5 hangárů
- 3 startovací a přistávací dráhy
- (3300 m, 2500 m a 2500 m)

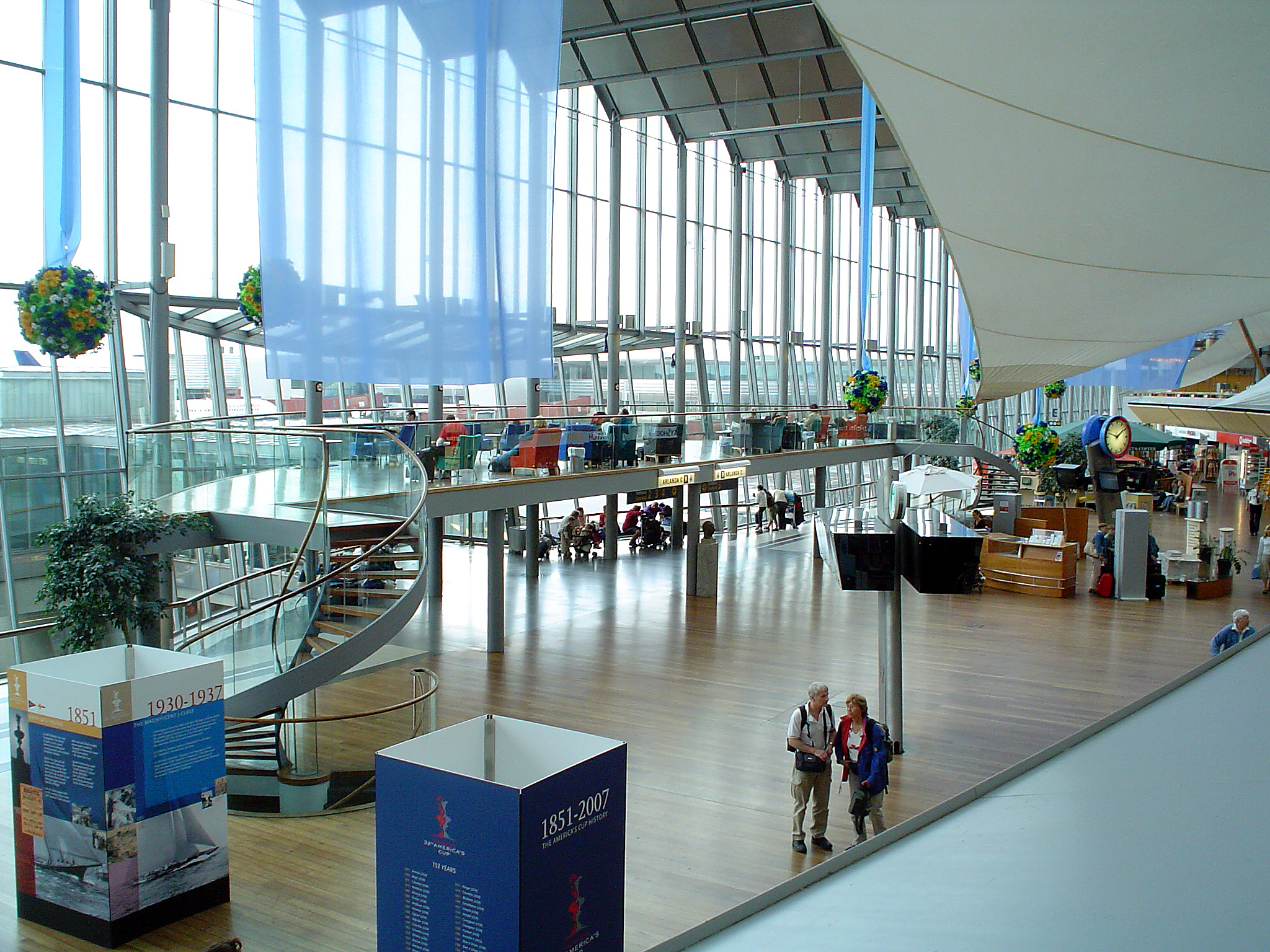
Letiště Arlanda
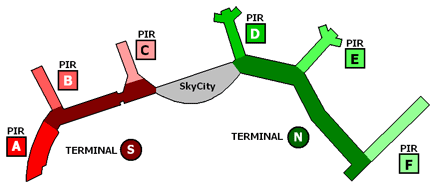
Nákres letiště Arlanda po plánovaném rozšíření. Čtyři terminály mají být nahrazeny dvěma většími: Terminál Sever a Terminál Jih.
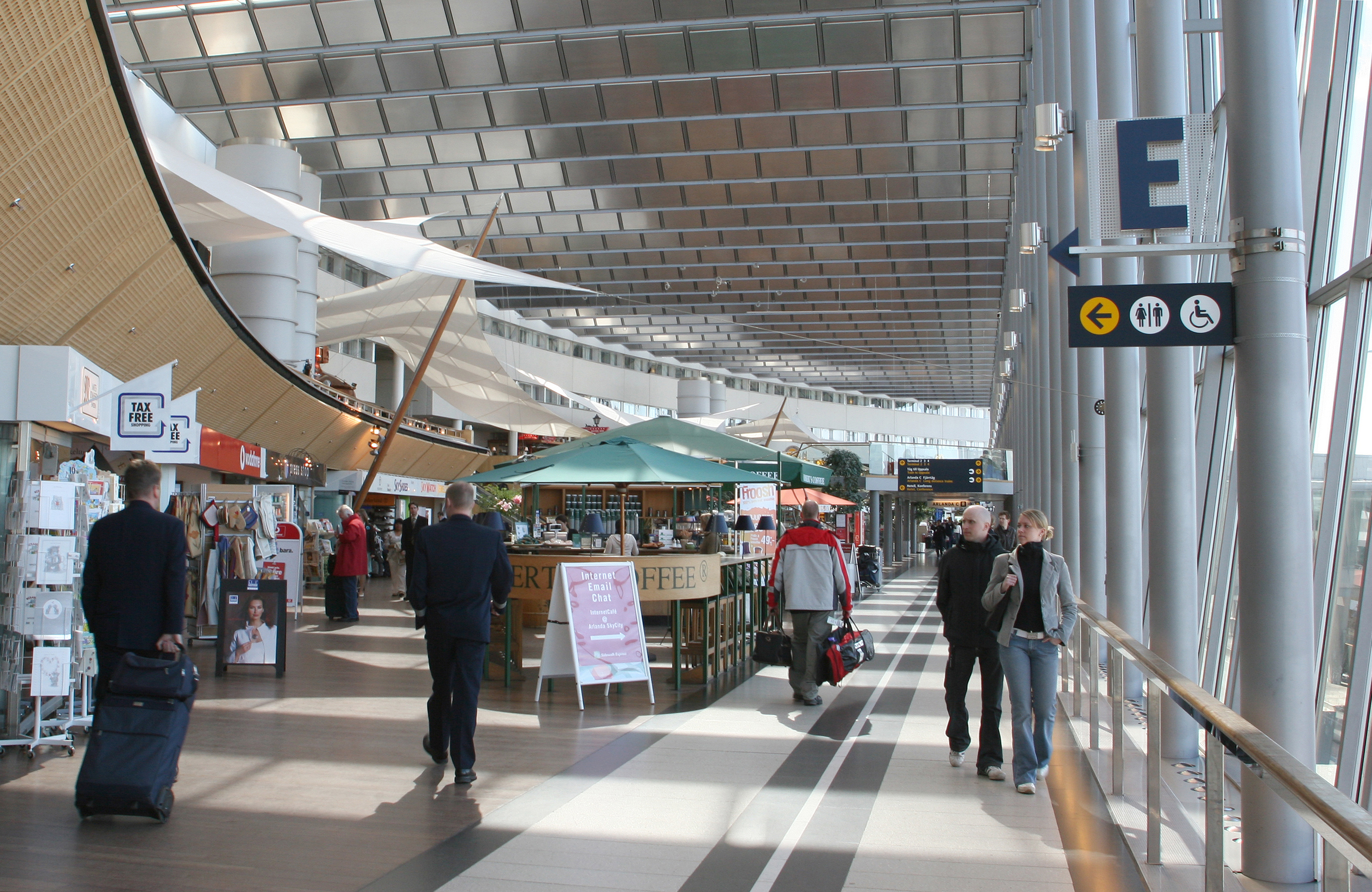
Obchody mezi 4. a 5. terminálem

## Vybavenost
- 35 obchodů
- 33 restaurací
- 3 hotely
- 2 banky
- 1 lékárna
- 1 kaple
- Konferenční zázemí
  - 49 konferenčních pokojů
  - 6300 m² prostoru pro konference
  - výstavní dvorana pro až 1000 delegátů.

## Statistiky letiště

### Celkové počty cestujících
V letech 2011 až 2019 se počet cestujících na letišti Stockholm-Arlanda pohyboval v rozmezí přibližně 19 miliónů až téměř 27 miliónů (maximum 26,8 miliónu v roce 2018, viz Tabulka 1). Dlouhodobě jde s velkým náskokem o daleko největší letiště ve Švédsku, na druhém největším letišti Göteborg Landvetter se počty cestujících ve stejném období pohybovaly v rozmezí přibližně 4,9 až 6,8 miliónu. Přitom velmi výrazně převažují mezinárodní lety, jejich podíl v uvedeném období byl zhruba 75 až skoro 80 procent.
V roce 2019 počet cestujících proti předchozímu roku mírně poklesl (o 4,5 procenta), šlo o první pokles za celé desetiletí. Ale v roce 2020 (v důsledku pandemie covidu-19), se počet cestujících dramaticky propadl na pouhou čtvrtinu (v absolutním vyjádření jen 6,5 miliónu cestujících oproti 25,6 miliónu v předchozím roce), v porovnání s rekordním rokem 2018 byl propad ještě větší. Obdobné poklesy zaznamenala naprostá většina letišť nejen ve Švédsku, ale i po celém světě. V roce 2021 lze na všech letištích opět očekávat výrazně nižší počty cestujících než v letech 2011–2019.
| Rok  | Cestujících | Bazický index (2011 = 100) | Meziroční změna [%] |
| ---- | ----------- | -------------------------- | ------------------- |
| 2011 | 19 056 143  | 100                        | ▲12,3               |
| 2012 | 19 688 266  | 103                        | ▲ 3,3               |
| 2013 | 20 682 948  | 109                        | ▲ 5,1               |
| 2014 | 22 443 782  | 118                        | ▲ 8,5               |
| 2015 | 23 156 098  | 122                        | ▲ 3,2               |
| 2016 | 24 703 171  | 130                        | ▲ 6,7               |
| 2017 | 26 642 034  | 140                        | ▲ 7,8               |
| 2018 | 26 846 720  | 141                        | ▲ 0,8               |
| 2019 | 25 642 703  | 135                        | ▼ -4,5              |
| 2020 | 6 535 782   | 34                         | ▼ -74,5             |

### Nejvytíženější vnitrostátní linky
Tabulka 2 uvádí 15 švédských letišť, kde bylo v roce 2018 přepraveno nejvíce cestujících z/na letiště Stockholm-Arlanda.
| Č. | Letiště                       | Cestujících | Meziroční změna [%] |
| -- | ----------------------------- | ----------- | ------------------- |
| 1  | letiště Luleå                 | 1 071 898   | ▲ 0,7               |
| 2  | letiště Göteborg Landvetter   | 905 538     | ▼ –1,0              |
| 3  | letiště Umeå                  | 720 961     | ▼ –1,0              |
| 4  | letiště Malmö                 | 633 853     | ▼ –6,9              |
| 5  | letiště Skellefteå            | 381 548     | ▼ –3,4              |
| 6  | letiště Åre Östersund         | 346 238     | ▼ –5,2              |
| 7  | letiště Kiruna                | 253 608     | ▼ –1,4              |
| 8  | letiště Ängelholm Helsingborg | 186 078     | ▼ –4,0              |
| 9  | letiště Sundsvall-Timrå       | 159 629     | ▼ –4,2              |
| 10 | letiště Visby                 | 159 554     | ▼ –3,8              |
| 11 | letiště Ronneby               | 129 778     | ▼ –9,2              |
| 12 | letiště Kalmar                | 114 849     | ▼ –6,4              |
| 13 | letiště Örnsköldsvik          | 96 279      | ▲ 39,9              |
| 14 | letiště Lycksele              | 28 079      | ▲ 1,8               |
| 15 | letiště Arvidsjaur            | 20 631      | ▼ –10,0             |

### Cestující podle zemí
Tabulka 3 uvádí 20 zemí, odkud nebo kam bylo v roce 2019 přepraveno nejvíce cestujících z/na letiště Stockholm-Arlanda. Z tabulky je zřejmé, že prvních šest zemí představuje více než polovinu všech cestujících na mezinárodních letech.
| Poř. | Země                    | Cestující  | Změna v % 2019/2018 | Podíl [%] | Kumulativní podíl [%] |
| ---- | ----------------------- | ---------- | ------------------- | --------- | --------------------- |
| 1    | Německo                 | 2 247 147  | ▲+2,9               | 10,8      | 10,8                  |
| 2    | Španělsko               | 2 120 906  | ▼-6,3               | 10,2      | 21,0                  |
| 3    | Spojené království      | 1 728 298  | ▼-7,1               | 8,3       | 29,3                  |
| 4    | Norsko                  | 1 656 803  | ▼-3,1               | 8,0       | 37,3                  |
| 5    | Finsko                  | 1 530 996  | ▼-2,1               | 7,4       | 44,7                  |
| 6    | Dánsko                  | 1 487 883  | ▼-7,7               | 7,2       | 51,8                  |
| 7    | Francie                 | 957 182    | ▲+8,4               | 4,6       | 56,4                  |
| 8    | Nizozemsko              | 898 214    | ▼-0,0               | 4,3       | 60,8                  |
| 9    | Turecko                 | 733 004    | ▲+7,4               | 3,5       | 64,3                  |
| 10   | USA                     | 708 073    | ▼-18,2              | 3,4       | 67,7                  |
| 11   | Řecko                   | 685 276    | ▼-10,9              | 3,3       | 71,0                  |
| 12   | Itálie                  | 542 304    | ▼-14,3              | 2,6       | 73,6                  |
| 13   | Švýcarsko               | 509 834    | ▼-7,9               | 2,5       | 76,1                  |
| 14   | Thajsko                 | 366 508    | ▼-1,2               | 1,8       | 77,8                  |
| 15   | Rakousko                | 305 792    | ▲+1,7               | 1,5       | 79,3                  |
| 16   | Spojené arabské emiráty | 302 936    | ▼-10,7              | 1,5       | 80,8                  |
| 17   | Portugalsko             | 302 843    | ▲+0,6               | 1,5       | 82,2                  |
| 18   | Estonsko                | 288 900    | ▲+22,6              | 1,4       | 83,6                  |
| 19   | Katar                   | 284 259    | ▼-0,9               | 1,4       | 85,0                  |
| 20   | Rusko                   | 282 846    | ▼-0,4               | 1,4       | 86,3                  |
|      | Ostatní země            | 2 839 383  | .                   | 13,7      | 100,0                 |
|      | Celkem mezinárodní lety | 20 779 387 | ▼-3,6               | 100,0     | x                     |